# Меїр Даган
Меїр Даган (івр. מאיר דגן; 30 січня 1945 р., Херсон, Союз Радянських Соціалістичних Республік — 17 березня  2016 р., Тель-Авів, Ізраїль) — генерал-майор армії Ізраїлю, директор служби зовнішньої розвідки  Ізраїлю Моссад з 2002 року по 5 січня 2011 року.

## Біографія
Народився в Херсоні в 1945 році (в деяких джерелах вказано 1947 рік; місцем народження Дагана також називається Одеса).
Уроджений Губерман, в іншій транскрипції Хуберман (Huberman). Виходячи з інформації про його народження в Новосибірську і репатріації після 1945 року сім'ї в Польщу і, потім, в Ізраїль, передбачається [хто?], що батьки Дагана були польськими євреями-біженцями з міста Луків або Тарнів, висланими або виїхали в Сибір після поділу Польщі між СРСР і Німеччиною в 1939 році. Даній категорії переміщених осіб було дозволено повернутися на батьківщину в кінці 1944 року, коли між радянським урядом і польським урядом у вигнанні була досягнута домовленість про дозвіл виїзду особам польської та єврейської національностей, які проживали в Польщі до 1939 року.
У 1950 році сім'я Дагана оселилася в містечку Бат-Ям, недалеко від Тель-Авіва.
У 1963 році Меїр Даган вступив на службу в Збройні сили Ізраїлю (ЦАХАЛ).
За час військової служби брав участь у більшості військових зіткнень в ході арабо-ізраїльського конфлікту. З 1963 по 1970 рік служив в парашутно-десантних військах. Брав участь в боях на  Синайському півострові і на  Голанських висотах в 1967 році в ході  Шестиденної війни. У 1971 році нагороджений медаллю За відвагу (Ізраїль).
В 1970 році став одним з організаторів елітного антитерористичного підрозділу «Рімон» (Sayeret Rimon). Пізніше наступниками підрозділи стали спецзагони «Дувдеван» (1988) і «Шимшон (спецзагін)» (1989).
У 1991 році призначений помічником начальника Генерального штабу ЦАХАЛ  Егуда Барака.
У 1992 році призначений начальником Оперативного відділу Оперативного управління Генерального штабу ЦАХАЛ з присвоєнням звання бригадного генерала; через рік отримав звання генерал-майора.
Вийшов у відставку в 1995 році.
У 1996 році глава уряду Шимон Перес призначив Дагана заступником начальника антитерористичного відділу при канцелярії прем'єр-міністра Ізраїлю. У червні того ж року рішенням нового глави уряду  Біньяміна Нетаньяху підвищено до начальника.
У 2001 році очолював передвиборчий штаб  Арієля Шарона.
2 жовтня 2002 року призначений прем'єр-міністром Арієлем Шароном на пост директора зовнішньої розвідки Моссад.
30 квітня 2009 року прем'єр-міністр Ізраїлю Біньямін Нетаніягу ухвалив рішення про продовження повноважень Меїра Дагана на посаді керівника «Моссад» ще на один рік. Даган займав пост до 6 січня 2011 року, коли був змінений своїм заступником Таміром Пардо.
25 травня 2011 року Даган був призначений на посаду президента компанії «Гулівер Енерджі» з пошуку і розробці нафтових і газових родовищ.
Останні роки життя боровся з раком. Помер в березні 2016 року в віці 71 року в медичному центрі імені Сураські. Похований на військовому кладовищі в Рош-Пинні.